# Bulgari

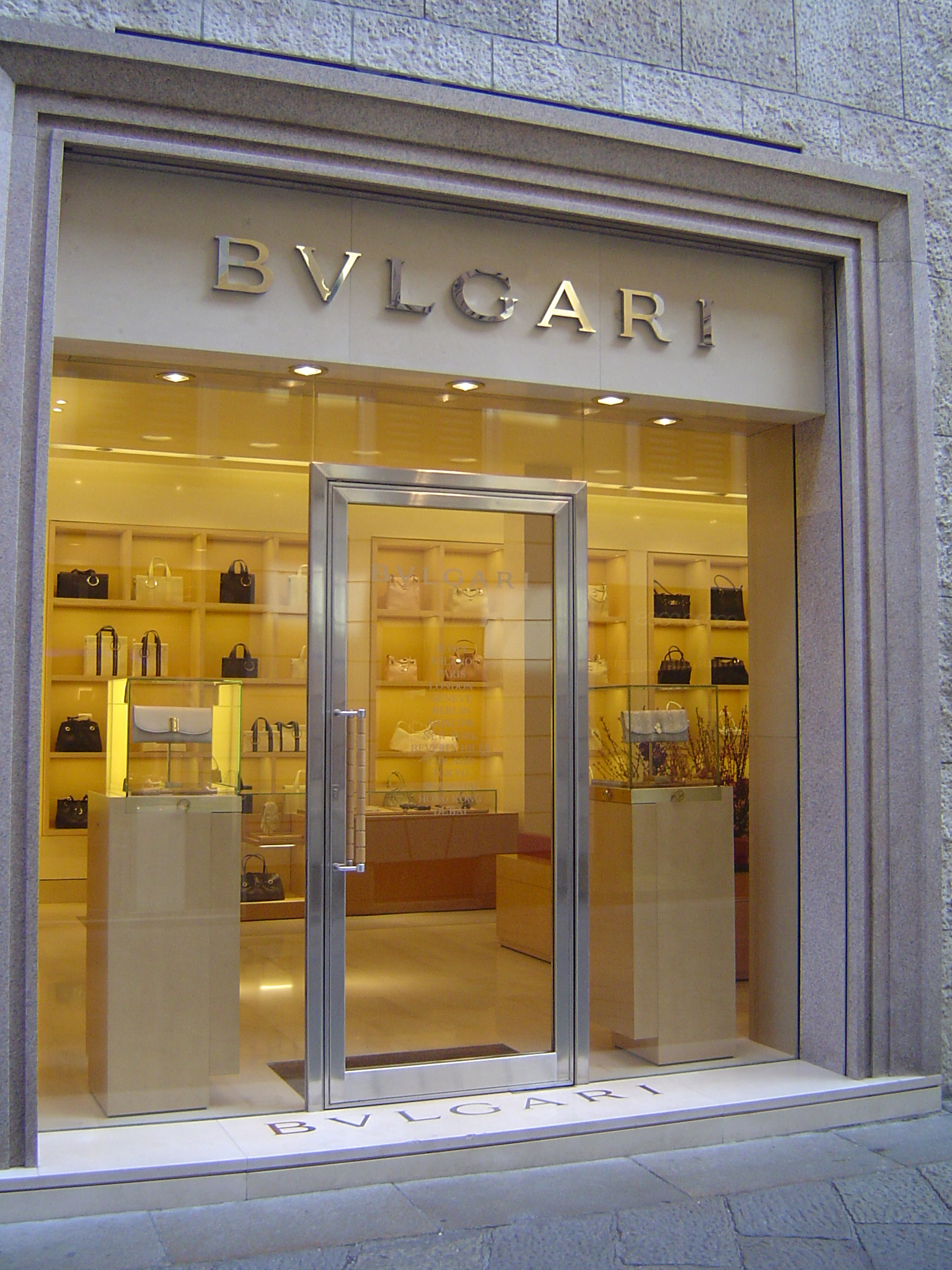
Une boutique à Milan

Bulgari est une société italienne fondée en 1884 par l'orfèvre grec Sotírios Voúlgaris, active dans le domaine du luxe, principalement de la bijouterie, mais également de l'horlogerie, des parfums et des accessoires haut de gamme. Elle appartient depuis 2011 au groupe français LVMH - Moët Hennessy Louis Vuitton.
En 2015, la société était le troisième joaillier du monde, précédée de Cartier (n°1), et Tiffany.

## Genèse du nom
Le nom de la marque provient du nom de famille du fondateur grec de l’entreprise, Sotírios Voúlgaris (1857–1932). En grec, il s'écrit : Σωτήριος Βούλγαρης et se prononce  |soˈtirjos ˈvulɣaris], italianisé en Sotirio Bulgari.

## Histoire

### Origines: Sotírios Voúlgaris
Sotírios Voúlgaris était un orfèvre grec originaire de Paramythiá, un village de la région d’Épire (Empire ottoman) où il a ouvert sa première boutique toujours visible de nos jours. En 1877, il part à Corfou puis Naples. En 1881, il arrive à Rome et ouvre plusieurs boutiques d’orfèvrerie et d’antiquité dont une en 1884, dans le quartier de Via Sistina.
En 1905, la boutique de Via Sistina est remplacée par l’actuel magasin amiral au 10 Via Condotti, devenu depuis « monument historique ». Sotírios Voúlgaris l’ouvre avec l’aide de ses deux fils : Costantino (1889–1973) et Giorgio (1890–1966). À cette époque, la boutique s’appelle « Old Curiosity Shop » dans le but d’attirer une clientèle anglo-saxonne venue des États-Unis ou de Grande-Bretagne.
Ce n’est qu’après 1910 qu’il commence à se spécialiser dans la joaillerie avec des créations inspirées par l’école parisienne ou américaine.
En 1932, ses fils reprennent la direction de l’entreprise. Sotírios Voúlgaris meurt en 1934. La même année, ils agrandissent la boutique de Via Condotti. Elle est inaugurée le 9 avril 1934.

### Après-guerre: La dolce vita
Avec  l’installation des studios de Cinecitta à Rome, la boutique romaine voit alors défiler des personnalités du 7e art : Elizabeth Taylor, Marlene Dietrich, Clark Gable, Gary Cooper, Audrey Hepburn, Sophia Loren, Romy Schneider, Gina Lollobrigida, Ingrid Bergman, Clare Boothe Luce ou encore Linda Christian. Elles prisent notamment les bijoux extravagants de la marque, comme la ligne Monete (1966), inspirée des empires antiques.

### Années 1970-2000: expansion internationale et la diversification de l’activité de Bulgari
Bulgari a ouvert ses premières boutiques à New York, Paris, Genève et Monte-Carlo dans les années 1970. Pendant plusieurs années, l’entreprise a conservé un showroom à l’hôtel  Pierre à New-York,. La marque évolue en proposant des bijoux avant-gardistes, misant sur l'innovation technique de ses design. Diana Vreeland, la rédactrice de Harper's Bazaar puis de Vogue, est une cliente fidèle de la boutique new-yorkaise, et la bonne société américaine (Estée Lauder, Barbara Walters, Liza Minnelli, Happy Rockefeller, Nan Kempner, Betsy Bloomingdale (en), Jane Engelhard (en), Frank Sinatra ou encore Barbara Hutton) et des artistes comptent parmi les habitués. Andy Warhol déclare ainsi : « Je m'y rends souvent car il s'agit à mes yeux du plus grand musée d’art contemporain au monde ».
En 1972, Bulgari crée la collection Bannière étoilée (bleu, blanc, rouge, avec des lapis, du corail, des rubis, des saphirs et des diamants), quelque temps avant le bicentenaire de l'indépendance des États-Unis. Plus tard, la première dame américaine Nancy Reagan achète une bague octogonale de la collection. Estimée 7 000 dollars, elle a été vendue 319 000 dollars chez Christie's en 2016.
En 1984, les petits-fils de Sotirio, Paolo et Nicola Bulgari ont été nommés président et vice-président de l’entreprise et son neveu Francesco Trapani a été désigné directeur général. Le projet de Trapani de diversifier l’entreprise a débuté dans les années 1990 avec la sortie d’une ligne de parfums Bvlgari  marquant ainsi l'entrée du Groupe sur le marché des parfums haut de gamme. En 1993, le premier parfum baptisé « Eau parfumée au Thé Vert » est lancé. Cette fragrance révolutionnera alors le secteur grâce à ses notes asiatiques encore jamais exploitées. Durant le mandat de Trapani, l’entreprise s'est imposée en tant que marque de luxe reconnue dans le monde entier.
En 1995, l’entreprise entre à la bourse italienne. Elle a vu ses revenus augmenter de 150 % entre 1997 et 2003.
En 1997, Bulgari lance sa première collection de foulards en soie haut de gamme, et l'année suivante les premiers articles en cuir et les lunettes apparaissent au catalogue de la marque italienne.
En 2000, le groupe acquiert Daniel Roth SA et Gérald Genta SA, fabricants de montres suisses.
En 2001, Bulgari et Mariott International annoncent la création d'une société en participation : Bulgari Hotels & Resorts. Cette société ouvrira un nombre limité d'hôtels dans des villes de passage et des villes touristiques à travers le monde, dont celui de Bali en 2006. En 2011, Bulgari Bali a été élu par les lecteurs du magazine Smart Travel Asia magazine à la deuxième place du classement des meilleurs lieux d’hébergement en Asie.
- Au mois de mai 2004, le premier hôtel Bvlgari ouvre ses portes à Milan[18],[19].

- En 2012, c'est la capitale britannique qui est choisie pour ouvrir un nouvel établissement. Le Bvlgari Hôtel London ouvre au 171 Knightsbridge en face de Hyde Park avec 85 chambres et suites, un cinéma de 47 sièges et une piscine de 25 mètres.

- En décembre 2021, c'est au tour de Paris de se doter d'un hôtel Bvlgari. C'est au numéro 30 de la prestigieuse avenue George V dans le 8ème arrondissement qu'ouvre le nouveau palace du groupe avec 76 chambres et suites. L'hôtel comprend également une exceptionnelle suite sur le toit de l'établissement nommée Bvlgari Penthouse d'une superficie de 400 m2 avec une terrasse paysagée de 600 m2[20].
- Le 9 juin 2023 voit l'inauguration du Bvlgari Hôtel Roma, un juste retour aux sources pour la marque originaire de Rome. Neuvième établissement du groupe, l'hôtel ouvre au numéro 10 de la Piazza Augusto Imperatore[21]. Doté de 114 chambres et d'un SPA de 1500 m2 avec piscine de 20 mètres, l'hôtel donne sur l'imposant mausoleo di Augusto la tombe de l'Empereur Auguste.

### Années 2010: l’acquisition de Bulgari par LVMH
Le 7 mars 2011, le groupe LVMH annonce avoir acquis 51 % du capital du groupe et envisage de procéder à une offre publique d'achat amicale. Dans la journée, l'action prend près de 60 % à la bourse de Milan. La part de LVMH monte finalement à 98,09 % en septembre de la même année. En février 2012, la famille Bulgari revend des parts de LVMH pour 236,7 millions d'euros. L'ancien directeur de Bulgari  intègre le pôle « montres et joaillerie » du groupe, tandis que l'ancien directeur de Fendi, issu du pôle « Mode et maroquinerie », prend la direction du joaillier italien. LVMH, propriétaire pour finalement 3,7 milliards d'euros au total, appuie le développement de la marque : celui-ci augmente les investissements publicitaires, crée une centrale d'achat pour toutes les marques de joaillerie du groupe, et annonce alors vouloir installer la marque italienne sur la place Vendôme dès 2015, en remplacement du joaillier Buccellati. En 2012, Bvlgari compte, dans le monde 180 points de vente en propre : le développement international est accéléré, ainsi que le rachat des franchises de la marque.

## Évolution des formes
Les bijoux dessinés au début des années 1920-30 s’inscrivent dans le style Art déco avec des formes épurées et une stylisation géométrique, toujours alliés à l’utilisation du platine. Les années 1930 sont marquées par des créations plus imposantes avec des motifs en diamants de tailles variables combinés à une pierre de couleur : saphir, émeraude ou rubis. Certaines parures étaient « convertibles » et pouvaient être portées aussi bien en collier qu’en bracelet, de même, les broches pouvaient être transformées en pendentifs.
Contrainte par les restrictions liées à la Seconde Guerre mondiale, la maison Bulgari échange le platine serti de diamants pour de l’or utilisé avec un plus petit nombre de pierres. Le design devient plus doux et d’inspiration naturelle. Bulgari s’éloigne ainsi des règles strictes de l'école française et crée un style unique inspiré par le classicisme gréco-romain, la renaissance italienne et l’école romaine d’orfèvrerie du XIXe siècle.
Le boom économique d’après-guerre a permis le retour de créations en métal blanc serti de pierres précieuses et notamment de diamants. À la fin des années 1950, Bulgari préfère au design pointu des formes plus douces. Par ailleurs, l’utilisation des cabochons de grandes tailles se généralise et devient sa marque de fabrique. Le style Bulgari s’affirme également par ses formes en or structurées, symétriques et compactes et le résultat coloré de ses associations multiples de pierres précieuses.
Les créations des années 1970 se distinguent par leur diversité. Elles s’inspirent des feux d’artifice, de l’art oriental  avec notamment l’utilisation de motifs serpents, ou bien encore du pop-art avec la collection « stars and stripes » saluée par Andy Warhol. À cette époque l’or jaune figure parmi les matériaux privilégiés et l’utilisation d’éléments ovales sertis de cabochons entourés d’or et de diamants devient la marque de fabrique de Bulgari, ainsi que l’épaisse chaîne en or.
Les années 1980 se caractérisent par les volumes, les couleurs vives, les formes simples et les motifs décoratifs stylisés. Dans les années 90, l’utilisation de l’or jaune subsiste mais le style Bulgari est moins structuré.

## Montres et bracelets
La filiale suisse de la société, Bulgari Haute Horlogerie SA, est chargée de la production des montres Bulgari. Elle a été fondée en 1980 et est basée à Neuchâtel. Bulgari Haute Horlogerie SA emploie près de 500 personnes.
Bulgari développe ses propres calibres et ses propres pièces alliant des mécanismes les plus complexes aux calibres classiques. La collection de montres Bulgari comprend  les lignes suivantes : Bulgari-Bulgari, Sotirio-Bulgari, Assioma, Astrale, Serpenti, B.Zero1, Daniel Roth, Rettangolo, Ergon, Diagono et Octo.

## Boutiques
Bulgari repose sur un réseau de distribution de près de 300 boutiques, situées dans les plus prestigieux endroits commerciaux. La plus grande boutique Bulgari au monde se trouve à Tokyo dans la « Bvlgari  Ginza Towers », 940 mètres carrés de surface de vente, incluant un restaurant et un bar.

### Amérique du Nord
Les boutiques Bulgari  nord-américaines ainsi que ses distributeurs sont situés à Atlanta, Beverly Hills, Bal Harbour, Boca Raton, Bethesda - (Chevy Chase), Chicago, Costa Mesa, Dallas, Honolulu, Houston, New York, Las Vegas, Los Angeles, Mexico, Montréal, Palm Beach, San Francisco, Short Hills, Waikiki, et Scottsdale, en Arizona.
En 2018 rouvre la boutique de la Cinquième Avenue (New York) après deux ans de travaux. Elle a été rénovée par Peter Marino.

### Amérique du Sud
Les boutiques Bulgari sud-américaines ainsi que ses distributeurs se situent à Lima, Bogotá, São Paulo, Margarita island et Quito.

## Informations générales
- Président de la société : Jean-Christophe Babin
- Siège de la direction : Rome sur la Via Condotti et Paris au 23 place Vendôme